# 马库斯·班克斯
阿瑟·勒马库斯·班克斯三世（英語：Arthur Lemarcus Banks III，1981年11月19日—），出生于内华达州拉斯维加斯，美国职业篮球运动员，司职控球后卫。

## 生涯

### 内华达大学拉斯维加斯分校
身高6尺2寸 (188 cm)体重200磅 (90公斤)的班克斯在犹他迪克斯州立学院打了两个赛季后，班克斯转校去了内华达大学拉斯维加斯分校。他在四年级时期和人分享了年度最佳防守球员。

### 波士顿凯尔特人时期
班克斯在2003年NBA选秀中第一轮第13顺位被孟菲斯灰熊队选中，随后和凯尔特人的肯德里克·帕金斯进行了交换。 在波士顿班克斯以良好的防守和处理球能力著称，但是糟糕的投篮和对球选择方面是他的弱点。加上主教练道格·里弗斯对新秀控卫德朗特·韦斯特偏爱有加，直接导致凯尔特人总经理丹尼·安吉最终放弃了让班克斯留在队中的想法。

### 明尼苏达森林狼时期
2006年1月26日， 班克斯连同里基·戴维斯、马克·布朗特、贾斯汀·里德和一个第二轮的选秀权交换去明尼苏达森林狼队以交换沃利·斯泽比亚克、迈克尔·奥洛沃坎迪、德韦恩·琼斯以及一个有条件的首轮选秀名额。

### 菲尼克斯太阳时期
班克斯在2006年7月18日以自由球员身份加盟了菲尼克斯太阳队。

### 邁阿密熱火时期
班克斯在2008年2月6日與肖恩·馬里昂一起被交易至邁阿密熱火隊，以換取沙奎爾·奧尼爾。